# Acanthopagurus dubius
Acanthopagurus dubius is een tienpotigensoort uit de familie van de Paguridae. De wetenschappelijke naam van de soort is voor het eerst geldig gepubliceerd in 1900 door A. Milne-Edwards & Bouvier.